# Seicercus grammiceps
Seicercus grammiceps е вид птица от семейство Phylloscopidae.

## Разпространение
Видът е разпространен в Индонезия.